# Kojiro Kaimoto
Kojiro Kaimoto (海本 幸治郎, Kaimoto Kojiro) est un footballeur japonais né à Suita le 14 octobre 1977.